# 뱃노래

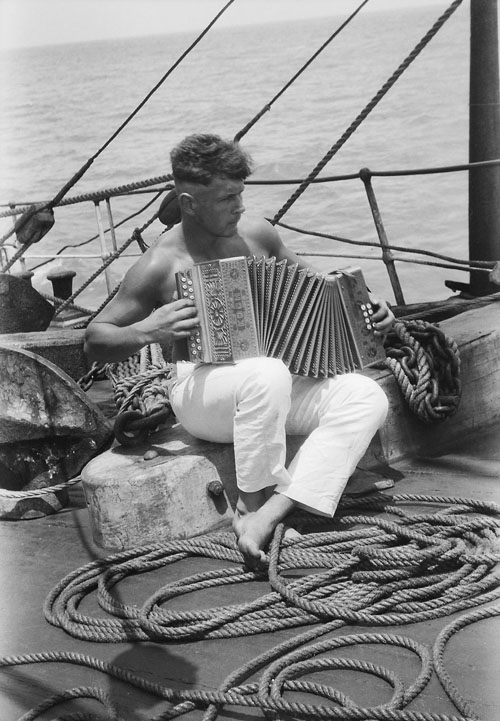

뱃노래(단수 "shanty", 또한 "chantey"라고 부른다; 프랑스어 동사 "chanter" 즉 "노래하다"에 파생되었다)는 선원이 배에서 작업할 때 소리를 맞추어 부르는 작업가로서, 정확히 말하면 '시 샨티'(Sea shanty)라고 한다. 뱃놀이로 부르기도 한다.

## 같이 보기
- 바르카롤
- 범선
- 노동요

## 참고 자료
- 이 문서에는 다음커뮤니케이션(현 카카오)에서 GFDL 또는 CC-SA 라이선스로 배포한 글로벌 세계대백과사전의 내용을 기초로 작성된 글이 포함되어 있습니다.